# 17 октомври
17 октомври е 290-ият ден в годината според григорианския календар (291-ви през високосна). Остават 75 дни до края на годината.

## Събития
- 1448 г. – Започва Косовската битка – сражение между войските на унгарския управител Янош Хуняди и османския султан Мурад II, състояло се на Косово поле.
- 1483 г. – Папа Сикст IV създава испанска инквизиция, което е начало на преследването на араби и евреи на територията на Испания.
- 1529 г. – Томас Мор е назначен за лорд-канцлер на Англия.
- 1707 г. – Състои се сватбата на Мария Барбара Бах и Йохан Себастиан Бах.
- 1728 г. – Състои се сватбата на немската аристократка Кристиана Шарлота фон Насау-Отвайлер и ландграфа Фридрих Якоб фон Хесен-Хомбург.
- 1831 г. – Английският физик и химик Майкъл Фарадей прави успешно изпитване на динамо и открива електромагнитната индукция.
- 1879 г. – Основан е АФК Съндърланд.
- 1902 г. – В Детройт е произведен първият автомобил с марка Кадилак.
- 1915 г. – Първата световна война: Започва битката при Криволак с участие на войски на Франция и България, която завършва с отстъпление на французите на 21 октомври.

- 1917 г. – Силно земетресение нанася значителни щети в София.
- 1918 г. – В България е съставено правителство начело с Александър Малинов.
- 1918 г. – Унгария провъзгласява независимост от Австрия.
- 1919 г. – Открито е метрото на Мадрид – едно от най-бързите и най-интензивни в света.
- 1919 г. – След края на Първата световна война българската армия напуска Беломорска Тракия, където се установява протекторат на Антантата.
- 1931 г. – Ал Капоне е осъден на 11 години затвор за укриване на данъци.
- 1933 г. – Поради нарастващия антисемитизъм Алберт Айнщайн напуска Германия и се установява за постоянно в САЩ.
- 1939 г. – Състои се премиерата на американския драматичен игрален филм Господин Смит отива във Вашингтон.
- 1947 г. – 10 000 акра (40 км²) от площта на Националния парк Акадия в САЩ са опустошени от голям пожар, започнал от боровинково мочурище.
- 1949 г. – България установява дипломатически отношения с ГДР.
- 1956 г. – Във Великобритания е открита първата в света атомна електроцентрала.
- 1958 г. – СССР започва строителството на първата си атомна подводница за оборудване с балистични ракети – К-19.
- 1979 г. – Майка Тереза е наградена с Нобелова награда за мир.
- 1983 г. – В Пловдив започва провеждането на Международен Телевизионен Фестивал „Златна ракла“.
- 1988 г. – Състои се премиерата на българския игрален филм „А сега накъде?“.
- 1994 г. – В България е съставено правителство начело с Ренета Инджова.
- 1999 г. – В Германия е намерен оригиналът на списъка на Оскар Шиндлер с имената на 1200 спасени от него евреи.
- 2005 г. – Започва да излиза българския национален ежедневник Атака.

## Родени
- 1629 г. – Балтазар Карлос, Принц на Астуриас († 1679 г.)
- 1696 г. – Август III, Крал на Полша († 1763 г.)
- 1760 г. – Анри дьо Сен-Симон, френски мислител († 1825 г.)
- 1779 г. – Луи-Шарл Орлеански, френски благородник († 1808 г.)
- 1813 г. – Георг Бюхнер, немски поет († 1837 г.)
- 1835 г. – Александрина Тине, нидерландска пътешественичка († 1869 г.)
- 1850 г. – Анастасия Головина, бесарабски български лекар († 1933 г.)
- 1850 г. – Фернан Фуро, френски военен топограф († 1914 г.)
- 1853 г. – Мария Александровна Сакскобургготска, херцогиня на Единбург († 1920 г.)
- 1861 г. – Андрей Рябушкин, руски художник, исторически живописец († 1904 г.)
- 1872 г. – Бончо Василев, български революционер († 1937 г.)
- 1878 г. – Михаил Арнаудов, български фолклорист († 1978 г.)
- 1890 г. – Владимир Воронин, руски офицер († 1952 г.)
- 1900 г. – Джийн Артър, американска актриса († 1991 г.)
- 1912 г. – Йоан Павел I, римски папа († 1978 г.)
- 1915 г. – Артър Милър, американски драматург († 2005 г.)
- 1918 г. – Рита Хейуърт, американска киноактриса († 1987 г.)
- 1919 г. – Джао Дзъян, китайски политик († 2005 г.)
- 1920 г. – Найчо Петров, български актьор († 2016 г.)
- 1920 г. – Монтгомъри Клифт, американски актьор († 1966 г.)
- 1922 г. – Анжел Вагенщайн, български сценарист († 2023 г.)
- 1923 г. – Апостол Карамитев, български актьор († 1973 г.)
- 1926 г. – Карл Хенице, американски астроном († 1993 г.)
- 1927 г. – Димитър Минчев, български футболист († 2003 г.)
- 1928 г. – Иван Маринов, български композитор († 2003 г.)
- 1930 г. – Венка Асенова, българска шахматистка († 1986 г.)
- 1937 г. – Векил Ванов, български политик
- 1941 г. – Виден Апостолов, български футболист († 2020 г.)
- 1943 г. – Любомир Клисуров, подводен фотограф
- 1946 г. – Адам Михник, полски общественик
- 1948 г. – Робърт Джордан, американски писател († 2007 г.)
- 1950 г. – Йордан Биков, български щангист
- 1951 г. – Йохан Липет, немски белетрист
- 1956 г. – Мей Джемисън, американска астронавтка
- 1957 г. – Владимир Левчев, български поет
- 1958 г. – Тодор Батков, български адвокат
- 1959 г. – Таня Шахова, българска актриса
- 1960 г. – Цветан Казанджиев, български художник
- 1968 г. – Греъм ле Со, английски футболист
- 1968 г. – Родолфо Естебан Кардосо, аржентински футболист
- 1972 г. – Еминем, американски рапър
- 1972 г. – Таркан, турски поп певец
- 1979 г. – Кими Райконен, финландски състезател от Формула 1
- 1983 г. – Фелисити Джоунс, английска актриса
- 1984 г. – Йеле Клаасен, световен шампион по дартс
- 1987 г. – Елиот Гранден, френски футболист

## Починали
- 1586 г. – Филип Сидни, английски поет (* 1554 г.)
- 1757 г. – Рене Антоан Реомюр, френски учен (* 1683 г.)
- 1836 г. – Орест Кипренски, руски художник (* 1782 г.)
- 1837 г. – Йохан Непомук Хумел, именит музикант (* 1778 г.)
- 1849 г. – Фредерик Шопен, полски композитор (* 1810 г.)
- 1854 г. – Владимир Корнилов, руски вицеадмирал (* 1806 г.)
- 1873 г. – Робърт Макклур, английски изследовател (* 1807 г.)
- 1887 г. – Густав Кирхоф, германски физик (* 1824 г.)
- 1893 г. – Патрис дьо Мак Маон, маршал на Франция (* 1808 г.)
- 1910 г. – Курд Ласвиц, немски писател (* 1848 г.)
- 1933 г. – Иван Смичков, български революционер (* 1878 г.)
- 1938 г. – Карл Кауцки, марксистки идеолог († 1864 г.)
- 1949 г. – Фьодор Толбухин, съветски маршал (* 1894 г.)
- 1951 г. – Бернхард Келерман, немски писател (* 1879 г.)
- 1957 г. – Аведик Исаакян, арменски писател (* 1875 г.)
- 1967 г. – Пу И, Император на Китай (* 1906 г.)
- 1973 г. – Ингеборг Бахман, австрийска писателка (* 1926 г.)
- 1996 г. – Герхард Холц-Баумерт, немски писател (* 1927 г.)
- 1999 г. – Славчо Трънски, деец на БКП (* 1914 г.)
- 2008 г. – Ахмед Емин, български политик (* 1962 г.)
- 2011 г. – Петър Горанов, български историк, професор (* 1926 г.)
- 2014 г. – Масару Емото, японски писател (* 1943 г.)

## Празници
- Международен ден за изкореняване на бедността
- Малави – Ден на майката
- Северна Осетия – Ден на републиката